# Armoy
Armoy – miejscowość i gmina we Francji, w regionie Owernia-Rodan-Alpy, w departamencie Górna Sabaudia.
Według danych na rok 1990 gminę zamieszkiwało 775 osób, a gęstość zaludnienia wynosiła 157 osób/km² (wśród 2880 gmin regionu Rodan-Alpy Armoy plasuje się na 924. miejscu pod względem liczby ludności, natomiast pod względem powierzchni na miejscu 1518.).